# Guillermo Stábile
Guillermo Stábile (17 tháng 1 năm 1905 - 26 tháng 12 năm 1966) là một cựu cầu thủ bóng đá chuyên nghiệp người Argentina và huấn luyện viên, ông từng chơi ở vị trí tiền đạo. Trong sự nghiệp làm cầu thủ bóng đá, ông đã vô địch hai giải quốc nội cùng Huracán. Ông chính là vua phá lưới tại Giải vô địch bóng đá thế giới 1930 với thành tích 8 bàn thắng. Với tư cách là huấn luyện viên, ông đã dẫn dắt Argentina giành sáu giải Cúp bóng đá Nam Mỹ và cùng Racing Club giành ba giải vô địch quốc nội.

## Cuộc sống
Stábile sinh ngày 17 tháng 1 năm 1905 ở Parque Patricios, Buenos Aires, Argentina.

## Sự nghiệp câu lạc bộ

### Đầu sự nghiệp
Stábile sinh ra ở Parque Patricios , Buenos Aires. Ông bắt đầu sự nghiệp với câu lạc bộ địa phương Sportivo Metán và năm 1920 thì chuyển sang câu lạc bộ Huracán và giành được nhiều danh hiệu với đội bóng này, đáng chú ý là chức vô địch năm 1925 và 1928

### Genoa
Trong trận ra mắt câu lạc bộ Genoa của Ý, ông đã lập một cú hat-trick vào lưới câu lạc bộ Bologna. Ông đá ở Genoa 5 năm, chơi 41 trận và ghi 15 bàn.

### Napoli
Trong mùa giải 1935-36, ông chuyển đến câu lạc bộ Napoli. Thời điểm đó có nhiều cầu thủ Nam Mỹ đến chơi cho câu lạc bộ này. Napoli kết thúc mùa giải với vị trí thứ 8 và Stábile ghi được 3 bàn thắng trong 20 trận đấu mà ông đã chơi.

### Red Star Paris
Ở cuối sự nghiệp, Stábile chuyển đến câu lạc bộ Red Star Paris của Pháp, câu lạc bộ được thành lập bởi Jules Rimet, người thành lập ra kỳ World Cup đầu tiên. Ông đá ở câu lạc bộ đến năm 1939 và giúp cho Red Star Paris thăng hạng, từ Division 2 lên Division 1. Ông cũng đã làm huấn luyện viên cho Red Star Paris.

## Sự nghiệp quốc tế

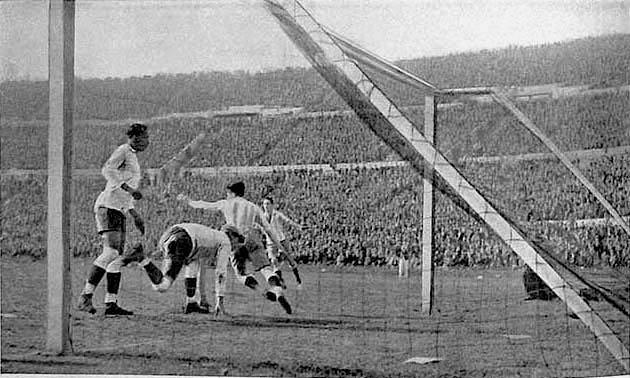
Stábile ăn mừng bàn thắng thứ 2 trong trận chung kết World Cup 1930 gặp Uruguay.

Stábile lần đầu ra mắt đội tuyển Argentina vào năm ông 25 tuổi, trong trận đấu thứ hai Giải vô địch bóng đá thế giới 1930 ở Uruguay. Ông không đá trong trận đầu tiên gặp Pháp.
Ông ra mắt trong lượt trận đấu thứ hai gặp México vì tiền đạo Roberto Cherro không thể ra sân. Trận đấu kết thúc với chiến thắng 6-3 cho Argentina khi ông lập hat-trick.
Trận đấu cuối cùng ở vòng bảng gặp Chile. Argentina thắng chung cuộc 3-1 với cú đúp của ông. Điều này có nghĩa là Argentina đã giành vé đi tiếp vào vòng bán kết và gặp Mỹ.
Trong trận bán kết này, Argentina đánh bại Mỹ 6-1. Stábile đã ghi được 2 bàn trong trận đấu này. Vào ngày 30 tháng 7 năm 1930, trận chung kết World Cup đầu tiên đã diễn ra, giữa đội tuyển Argentina và đội tuyển Uruguay. Trong hiệp 1, Argentina dẫn trước 2-1, Stábile ghi bàn thắng thứ hai để nâng tỉ số lên. Tuy nhiên, họ kết thúc trận đấu với trận thua 4-2.
Mặc dù thua trận, Stábile đã trở thành vua phá lưới World Cup đầu tiên, với 8 bàn trong 4 trận đấu. Ông đã giải nghệ cấp đội tuyển cùng vào năm đó, và trong tất cả trận đấu ông chơi cho đội tuyển, trung bình 1 trận ông ghi được 2 bàn thắng.

### Bàn thắng quốc tế
Tất cả bàn thắng cho Argentina
| #  | Ngày                | Vòng      | Địa điểm                                     | Đối thủ | Tỉ số | Kết quả | Giải đấu                           | Chi tiết                                              |
| -- | ------------------- | --------- | -------------------------------------------- | ------- | ----- | ------- | ---------------------------------- | ----------------------------------------------------- |
| 1. | 19 tháng 7 năm 1930 | Bảng 1    | Gran Parque Central, Montevideo, Uruguay     | México  | 1–0   | 6–3     | Giải vô địch bóng đá thế giới 1930 | Lưu trữ ngày 22 tháng 6 năm 2012 tại Wayback Machine  |
| 2. | 19 tháng 7 năm 1930 | Bảng 1    | Gran Parque Central, Montevideo, Uruguay     | México  | 3–1   | 6–3     | Giải vô địch bóng đá thế giới 1930 |                                                       |
| 3. | 19 tháng 7 năm 1930 | Bảng 1    | Gran Parque Central, Montevideo, Uruguay     | México  | 6–3   | 6–3     | Giải vô địch bóng đá thế giới 1930 |                                                       |
| 4. | 22 tháng 7 năm 1930 | Bảng 1    | Sân vận động Centenario, Montevideo, Uruguay | Chile   | 1–0   | 3–1     | Giải vô địch bóng đá thế giới 1930 | Lưu trữ ngày 3 tháng 1 năm 2014 tại Wayback Machine   |
| 5. | 22 tháng 7 năm 1930 | Bảng 1    | Sân vận động Centenario, Montevideo, Uruguay | Chile   | 2–1   | 3–1     | Giải vô địch bóng đá thế giới 1930 |                                                       |
| 6. | 26 tháng 7 năm 1930 | BK        | Sân vận động Centenario, Montevideo, Uruguay | Hoa Kỳ  | 3–0   | 6–1     | Giải vô địch bóng đá thế giới 1930 | Lưu trữ ngày 25 tháng 11 năm 2013 tại Wayback Machine |
| 7. | 26 tháng 7 năm 1930 | BK        | Sân vận động Centenario, Montevideo, Uruguay | Hoa Kỳ  | 6–0   | 6–1     | Giải vô địch bóng đá thế giới 1930 |                                                       |
| 8. | 31 tháng 7 năm 1930 | Chung kết | Sân vận động Centenario, Montevideo, Uruguay | Uruguay | 2–1   | 2–4     | Giải vô địch bóng đá thế giới 1930 | Lưu trữ ngày 20 tháng 10 năm 2007 tại Wayback Machine |

## Sự nghiệp huấn luyện viên

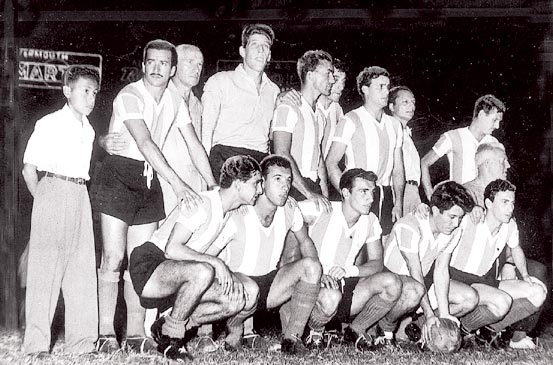
Đội tuyển bóng đá quốc gia Argentina vô địch Copa America năm 1957, khi đó Guillermo Stábile đang là huấn luyện viên.

Stábile làm huấn luyện viên cho đội tuyển Argentina vào năm 1939. Ông đã đưa Argentina vô địch Cúp bóng đá Nam Mỹ 6 lần: Năm 1941, 1945, 1946, 1947, 1955 và 1957. Sau ba trận đấu Giải vô địch bóng đá thế giới 1958, đội tuyển Argentina có được 2 điểm với 1 trận thắng, họ thua Tiệp Khắc với tỉ số đậm 6-1. Ông cùng Argentina vô địch giải Panamerican Football Championship trong lần cuối cùng tổ chức, chủ nhà là Costa Rica.
Ông cũng đưa câu lạc bộ Racing Club vô địch 3 lần ở giải đấu quốc nội. Stábile nghỉ làm huấn luyện viên vào năm 1960 và 6 năm sau ông mất ở tuổi 61.

## Danh hiệu

### Cầu thủ
Huracán
- Giải bóng đá vô địch quốc gia Argentina (2): 1925, 1928
- Copa Dr. Carlos Ibarguren (1): 1925

### Huấn luyện viên
Argentina
- Cúp bóng đá Nam Mỹ (6): 1941, 1945, 1946, 1947, 1955, 1957
- Panamerican Championship (1): 1960

Racing Club
- Giải bóng đá vô địch quốc gia Argentina (3): 1949, 1950, 1951

### Cá nhân
- Chiếc giày Vàng FIFA World Cup (1): 1930
- Đội hình toàn sao FIFA World Cup (1): 1930